# Хип-хоп-мода

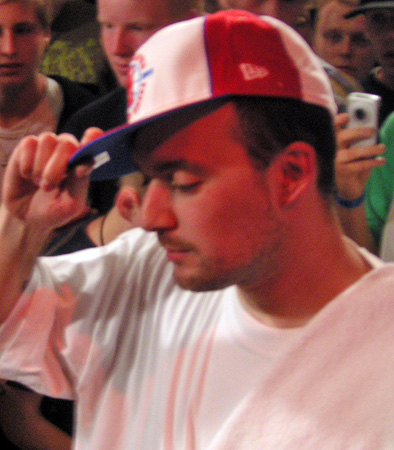
Лёгкий стиль: белая футболка, бейсболка

Хип-хоп-мода (англ. Hip hop fashion) — стиль одежды, появившийся и развивающийся вместе с хип-хопом. Для би-боя мода — это внешнее проявление его стиля, а также принадлежности к определённой танцевальной сцене. Стиль основан на одежде маргинальной молодёжи из крупных городов — функциональная одежда большого размера, из которой тинейджер не так быстро вырастает. Появившись в 80-х годах в Нью-Йорке, к 1985 году широко распространилась по миру.

## Одежда и обувь
Adidas и Nike c начала 1980 выпускали одежду данного направления, на данный момент[уточнить] популярна также одежда таких фирм, как Tribal Gear, New Era, Puma, Reebok, Dickies, Carhartt и т. д. Многие[кто?] заявляют, что «истинная суть брейк-данса остаётся с теми, кто сохраняет традиционные представления о би-боях и би-боинге». 
Носится в основном широкая и удобная одежда. Для би-боя в одежде главное её надежность и удобность. Популярна одежда фирм Carhartt, Nike, Hardflex. Нередко встречается синтетическая одежда, которая обеспечивает лучшее вращения.
Среди людей, относящихся к хип-хоп культуре, популярны модели кроссовок Air Force 1, Dunk, Terminator и различные кроссовки из линейки Air Jordan фирмы Nike. Те, кто предпочитают олдскул-обувь, часто носят Adidas Forum и Superstar.